# La Bomba Tucumana (álbum de Gladys, La Bomba Tucumana)
La Bomba Tucumana es el cuarto trabajo discográfico de Gladys, la Bomba Tucumana. Este disco contiene el gran éxito en ventas de la cantante La Pollera Amarilla. El disco lanzado en 1989 contabiliza aproximadamente  +1.500.000 copias vendidas en Argentina.
Es uno de los discos de la música tropical más vendidos. Alcanzó el N°1 en listas de Argentina, y puestos similares en países limítrofes y México.

## Producción
En 1988 aproximadamente, la nueva compañía discográfica de Gladys, Magenta, comienza a producir el cuarto disco de estudio de la recién llegada cantante tropical Gladys de su Tucumán Natal.
Hasta ese entonces Gladys era popularmente conocida como Gladys La Exuberante y Gladys Morena por sus discos anteriores, Sin embargo, cuando comenzó a presentarse en Buenos Aires, un locutor de radio escuchó de sus presentaciones y la presentó como La Bomba Tucumana por la euforia que causaba en el público cuando se presentaba.
Gracias a esto Magenta decidió ponerle como título La Bomba Tucumana al disco. 
Se grabó en Buenos Aires, se fabricó en Canadá y su impresión en Argentina.

## Lanzamiento
Se lanzó en 1989 y sorpresivamente en poco tiempo escaló en las listas de éxitos hasta llegar al número uno.
Vendió más de 1.500.000 copias y se estima que consiguió 1 Disco Triple Platino, 1 Disco Cuádruple Platino y más de 1 disco de Oro, pero el éxito inesperado no solo fue en Argentina, En México el nombre de Gladys La bomba Tucumana comenzaba a sonar por su canción "La Pollera Amarilla" por lo que tuvo que viajar al Distrito Federal a presentarse en el programa de verónica Castro donde interpretó canciones de su disco y fue entrevistada
El éxito de este disco y del sencillo La Pollera Amarilla duraría 3 años, en 1993 Gladys seguía promocionando por América Latina y Argentina su Disco que irrumpía constantemente en liosas y discotecas, esta extensa gira y promoción la llevaría a presentarse constantemente en programas como Almorzando con Mirtha Legrand, Hola Susana e Indiscreciones, entre otros.
Fueron 2  los temas de este disco que ascendieron en las litas de 1990, La Pollera Amarilla y Dale a La Pachanga.

## Lista de Temas
| La Bomba Tucumana |                               |                                                    |          |  |
| N.º               | Título                        | Escritor(es)                                       | Duración |  |
| 1.                | «Esta Vez No Te Me Escaparás» | H.O. Nieve, T. Gonzales, G. Jiménez. L . L. Macedo |          |  |
| 2.                | «El Santo del Amor»           | M. A. Escalante, R. Maravilla                      |          |  |
| 3.                | «Nunca Dices Nada»            | M. A. Escalante ,R. Maravilla                      |          |  |
| 4.                | «Ojo Mucho Ojo»               | M. Moyano, O. Nieve, T. Gonzales                   |          |  |
| 5.                | «Se Que Soy Una Pecadora»     | M. A. Escalante ,R. Maravilla                      |          |  |
| 6.                | «La Pollera Amarilla»         | Espinosa, Soto                                     |          |  |
| 7.                | «A Quien Doy Mi Amor»         | M. Moyano, O. Nieve, T. Gonzales                   |          |  |
| 8.                | «Dale a la Pachanga»          | V. Scavusso, Pagnati, G. Jimenez                   |          |  |
| 9.                | «Donde está Ese Lobo»         | Fabio Espinosa                                     |          |  |
| 10.               | «Soñaba que me Besabas»       | V. Scavosso, J. Scavosso, S. Cabrera               |          |  |
| 11.               | «Yo Busco un Compañero»       |                                                    |          |  |

## Promoción
| Programa                      | Rol                            |
| ----------------------------- | ------------------------------ |
| Hola Susana                   | Entrevistada/Cantante invitada |
| Elegidos                      | Entrevistada/Cantante invitada |
| Almorzando con Mirtha Legrand | Entrevistada/Cantante invitada |
| Peor es nada                  | Entrevistada                   |
| Ritmo de la noche             | Entrevistada/Cantante invitada |
| La Movida del Verano          | Cantante invitada              |
| Telemanias                    | Cantante invitada              |
| La Movida con Verónica Castro | Entrevistada/Cantante invitada |
| Musicalisimo                  | Entrevistada/Cantante invitada |
| Sábados Musicales             | Cantante invitada              |
| La Quinta Tropical            | Entrevistada/Cantante invitada |
| Los Triunfadores              | Entrevistada/Cantante invitada |

## Reedición

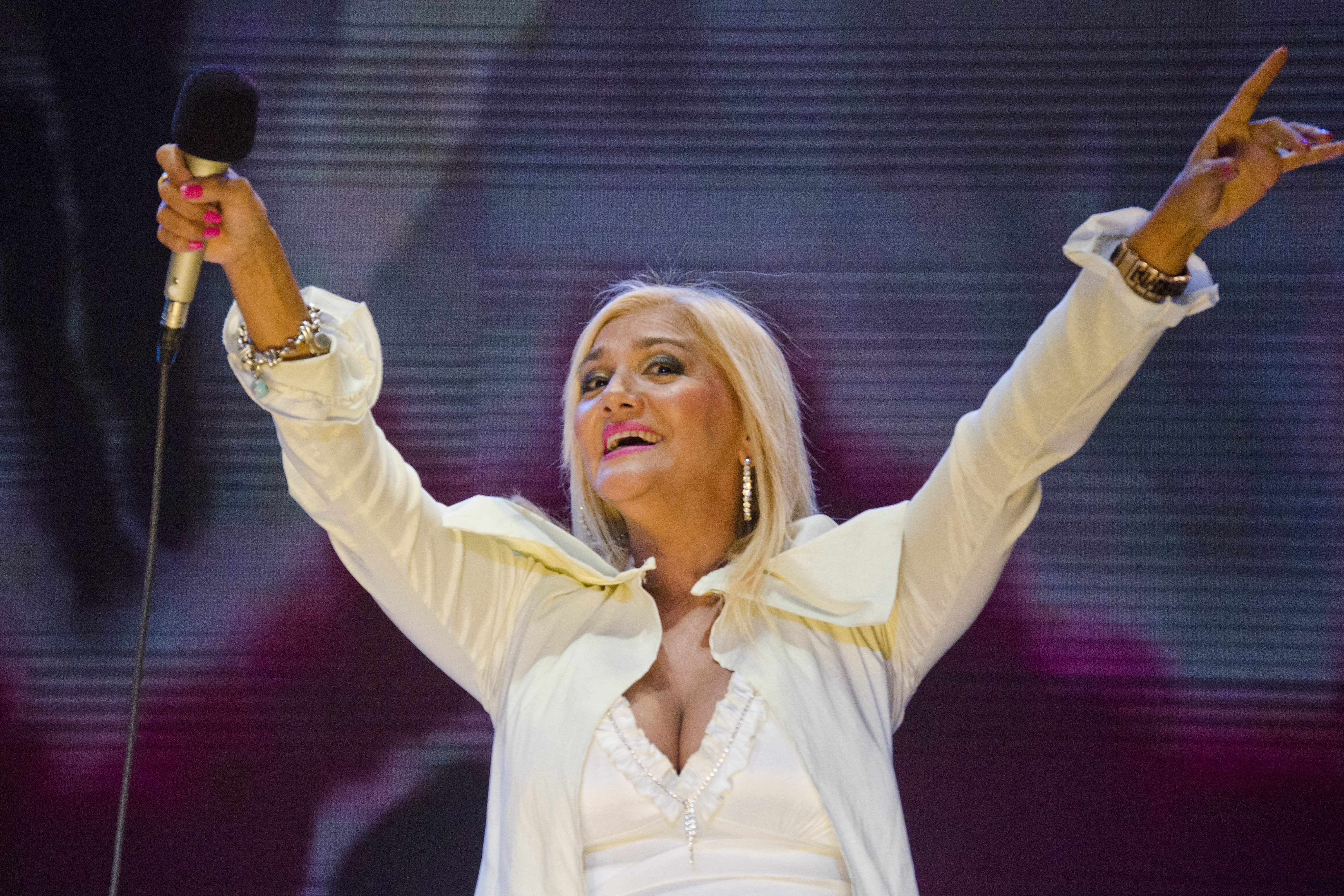
Gladys, La Bomba Tucumana

En 1993 debido al éxito de La Pollera Amarilla Magenta decide lanzar una reedición de La Bomba Tucumana bajo el título de La Pollera Amarilla, lo cual fue una acertada decisión ya que luego de más de 2 años volvería posicionarse en altos puesto de listas de 93 y 94.
Para el año 1993 Gladys la bomba tucumana era considerada la Cantante Tropical más exitosa y popular de los 90´s.

## Legado
En la actualidad esté disco se ha vuelto todo un emblema de la carrera de Gladys, y La Pollera Amarilla es uno de los temas del cancionero popular argentino más exitosos y aún vigentes en la sociedad, por lo que la cantante a menudo lo interpreta en Radios y Televisiones.
Aparece en discos recopilatorios como La Movida Tropical los 100 mejores temas  Increíbles Vol. 2, y otros.